# بیلی کروسون
بیلی کروسون (انگلیسی: Billy Croxon؛ 1871 – 1949 (aged 78)) بازیکن فوتبال اهل بریتانیا بود.
از باشگاه‌هایی که در آن بازی کرده‌است می‌توان به باشگاه فوتبال آرسنال، باشگاه فوتبال میلوال، و باشگاه فوتبال شفیلد یونایتد اشاره کرد.